# Miguel Torres Jr
Miguel Torres Jr, född 1941, är en vinmakare och marknadsförare som betytt mycket för den spanska vinindustrins utveckling, och som sedan 1991 leder familjeföretaget Bodegas Torres, vilket är en av Spaniens största vinföretag. Torres har gjort sig känd för bryta mot konventionerna och pröva nya grepp vilket gett honom flera utmärkelser och erkännanden i den internationella vinvärlden.
Familjen Torres har producerat vin sedan mitten av 1600-talet och Bodegas Torres grundades 1870. Torres har sitt säte i Vilafranca del Penedès i Katalonien, strax utanför Barcelona. Torres har varit ledande i utvecklingen mot att producera spanska viner i internationell stil, delvis avsedda för exportmarknaden. Det stora internationella genombrottet kom 1979 då Torres prestigevin Mas la Plana vann vinolympiaden i Paris, som var utformad som en blindprovning i konkurrens med de främsta slotten i Bordeaux. Idag har familjen vinodlingar i många olika spanska vinområden, t.ex. Priorat, Rioja, Galicien, Ribera del Duero och Toro. Även i andra länder har familjen Torres gjort framgångsrika inbrytningar, t.ex. i USA och i Chile.
Miguel Torres har också skrivit flera böcker med anknytning till vin. Den första var Viñas y Vinos (viner och vingårdar), som utkommit flera spanska upplagor och översatts till flera andra språk.

## Utmärkelser
- Erhöll 1996 Bernado O’Higgins Order, Grand Officier, av Chiles regering för sina insatser för Chiles vinnäring och samarbetet mellan Spanien och Chile.
- Utsedd till Man of the Year 2002 av den ansedda vintidskriften Decanter.
- Utsedd till Personality of the Year av tidskriften Wine International.